# 何源
何源（1519年—1589年），字仲深，號心泉，江西建昌府廣昌縣人，民籍，明朝政治人物。

## 生平
嘉靖二十五年丙午科（1546年）江西鄉試第八名舉人。嘉靖三十八年（1559年）中式己未科會試第一百六十九名，三甲第一百零二名進士。初授浙江嘉兴县知县，愛民如子，斷案如神，人称神君。历官工部都水司主事、兵部职方司主事、吏部考功司、文选司郎中，万历二年（1574年）十月升太常寺少卿，四年四月以病乞休。十二年（1584年）三月起復原职，数日後升大理寺少卿，十三年四月升太常寺卿，闰九月升大理寺卿，十五年升南京吏部右侍郎，十一月升左侍郎，十六年正月升刑部右侍郎，七月升左侍郎，十七年六月以久病被劾，遂乞归，七月卒，赠右都御史，谥靖惠。

## 家族
曾祖何會同；祖父何豐；父何錢，母黃氏；繼母胡氏。具庆下。兄何汭。弟何濤（贡士）、何沆（贡士）、何浣、何泌、何涣、何湖。